# MVG (galleria)
MVG, tidigare Victoriagallerian, är en galleria i centrala Umeå. Bland butikerna i gallerian finns bland annat Kicks, Clas Ohlson och Tonka. Totalt inhyser MVG 26 butiker fördelade på fyra våningar och är placerat mellan Rådhustorget och Renmarkstorget.

## Gallerian
Den tidigare Victoriagallerian köptes upp 2003 av fastighetsbolaget Norrporten. Ombyggnationen för att skapa den nya gallerian påbörjades i september 2005 och pågick i drygt två år. Återinvigningen skedde den 17 maj 2007. MVG står för "Mer Victoriagalleria".

## Byggnaden
Byggnaden är utformad som ett V. Det finns tre stycken ingångar till gallerian. Den första vetter mot Kungsgatan. Den andra på motsatta sidan är placerad emot Storgatan och den sista åt Renmarkstorget. 
Byggnaden uppfördes ursprungligen som ett Domusvaruhus 1963 och ritades av arkitekten Dag Ribbing.